# Dziura w Krzesanicy I
Dziura w Krzesanicy I – jaskinia w Dolinie Miętusiej w Tatrach Zachodnich. Ma dwa otwory wejściowe znajdujące się Dolinie Mułowej, w górnej części północnej ściany Krzesanicy, w pobliżu Przełęczy Mułowej, na wysokościach 2098 i 2095 m n.p.m. Długość jaskini wynosi 19 metrów, a jej deniwelacja 4 metry.

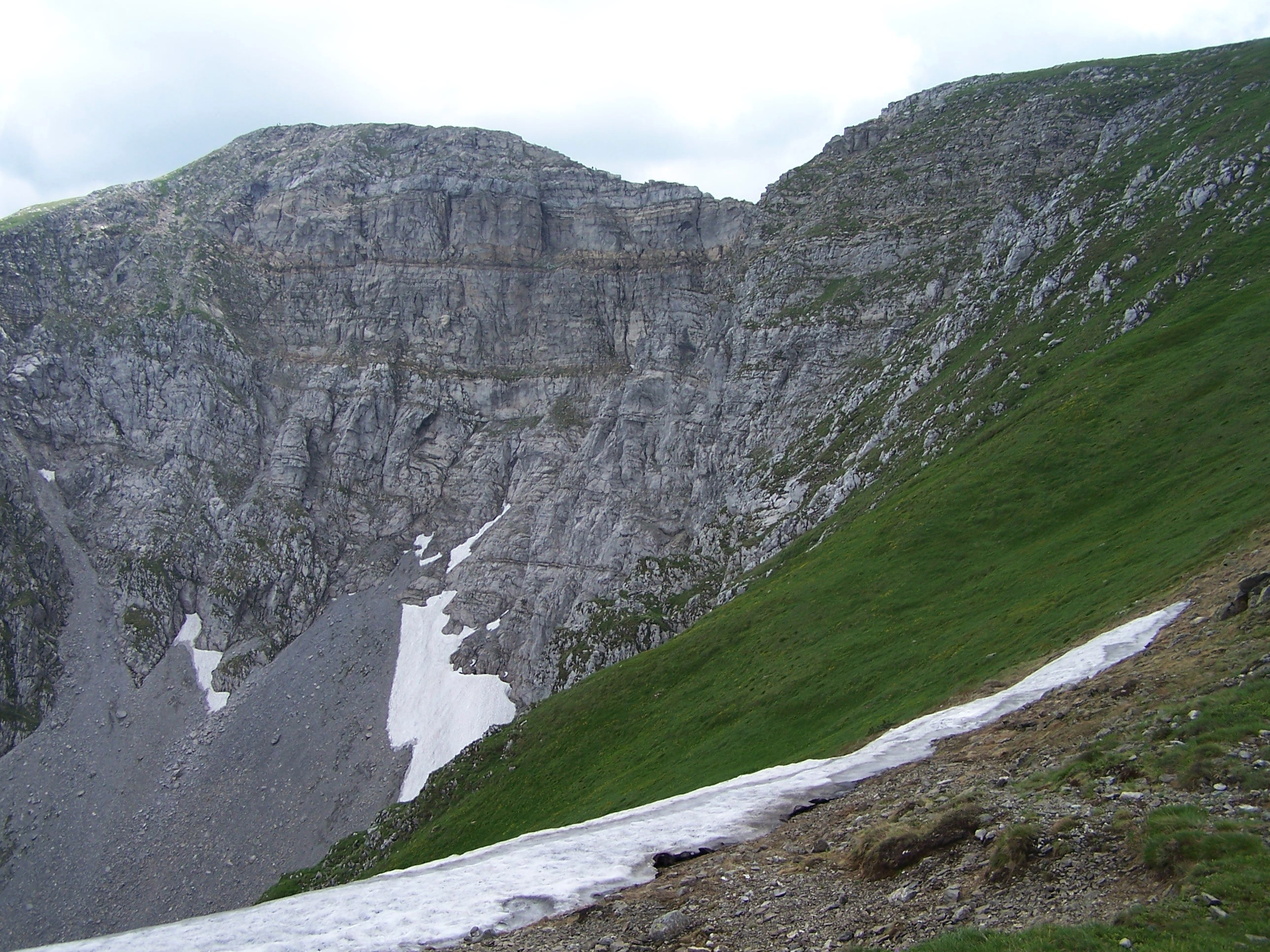
Północna ściana Krzesanicy i Mułowa Przełęcz

## Opis jaskini
Jaskinię stanowi 15-metrowy korytarz w kształcie szczeliny. Na zachód kończy się on niewielkim dolnym otworem znajdującym się w ścianie Krzesanicy, natomiast na wschód zawaliskiem. Z górnego otworu (w pobliżu szlaku turystycznego) można się do niego dostać zjeżdżając 3,7-metrową studzienką. Tuż przed dolnym otworem z korytarza odchodzi dwumetrowy kominek (w tej części jaskini w 1994 roku nastąpiło częściowe zawalenie stropu).

## Przyroda
Ściany jaskini są mokre. Nie ma w niej nacieków. W górnej części rosną mchy i porosty.

## Historia odkryć
14 lipca 1979 roku, w ramach inwentaryzacji jaskiń tatrzańskich, dokumentację Dziury w Krzesanicy I sporządziła I. Luty przy współpracy T. Ostrowskiego. Brak jest przed tą datą informacji o jaskini.